# Monumento a los mártires de Haymarket
El Monumento a los Mártires de Haymarket (en inglés: Haymarket Martyrs' Monument) es un monumento funerario y una escultura ubicada en el cementerio Forest Home en Forest Park, un suburbio de Chicago, Estados Unidos. Dedicado en 1893, conmemora a los acusados involucrados en disturbios laborales que fueron culpados, condenados y ejecutados por el atentado con bomba aún sin resolver durante la revuelta de Haymarket (1886). Los elementos escultóricos de bronce del monumento son del artista Albert Weinert. El 18 de febrero de 1997, el monumento fue designado Monumento Histórico Nacional.

## Historia
Después del atentado, el juicio y las ejecuciones de August Spies, Adolph Fischer, George Engel, Louis Lingg y Albert Parsons fueron enterrados en el cementerio alemán de Waldheim (más tarde fusionado con el cementerio Forest Home).
La Pioneer Aid and Support Association organizó una suscripción para un monumento funerario. En 1893, se erigió en Waldheim el Monumento a los Mártires de Haymarket del escultor Albert Weinert.Consiste en un pozo de granito de 16 pies de altura coronado por una piedra triangular tallada. Hay una base de dos escalones, que también sostiene un pedestal y una figura monumental de la Justicia, representada como una mujer que hace guardia sobre el cuerpo de un trabajador caído, ambos en bronce. En una mano sostiene una corona de laurel para coronar a los caídos. Descansando en la parte superior del segundo escalón hay un arreglo en bronce de hojas de palma. La inscripción en el pedestal dice "1887", el año de las ejecuciones. Además, hay una cita sobre el primer paso atribuida a Spies, grabada poco antes de su ejecución en la horca: "Llegará el día en que nuestro silencio será más poderoso que las voces que hoy estáis estrangulando".
En la parte posterior del monumento se enumeran los nombres de los hombres. Sobre los nombres, una placa de bronce contiene el texto del indulto emitido más tarde por el gobernador John Peter Altgeld de Illinois.
El monumento fue dedicado el 25 de junio de 1893, después de una marcha desde Chicago. A la ceremonia de inauguración asistieron 8000 personas, con banderas sindicales y la bandera estadounidense colgadas en el monumento. Los sindicatos europeos y las organizaciones americanas enviaron flores para ser colocadas. Posteriormente, varios activistas y líderes sindicales fueron enterrados en las inmediaciones.Los acusados de Haymarket, Michael Schwab y Oscar Neebe, también fueron enterrados en el monumento cuando murieron. Samuel Fielden es el único acusado de Haymarket que no está enterrado en Forest Home. Durante años, se llevaron a cabo conmemoraciones anuales.
Desde la década de 1970, la Sociedad de Historia Laboral de Illinois ha tenido la escritura del monumento y ha sido responsable de su mantenimiento y restauración. Realiza visitas guiadas mensuales al cementerio Forest Home de mayo a octubre.

## Cápsula del tiempo
En octubre de 2016, voluntarios y científicos excavaron cerca de la base del monumento donde recuperaron una urna mientras buscaban una cápsula del tiempo perdida que había sido enterrada bajo la piedra angular el 6 de noviembre de 1892, durante la construcción del monumento. La urna estaba hecha de piedra u hormigón y cubierta de mármol, 62 cm de alto y 30 cm de ancho. Según una lista en los registros de la Pioneer Aid and Support Association, la cápsula del tiempo perdida debe contener artículos periodísticos, cartas para y de los acusados de Haymarket y fotografías de los hombres y sus familias. También contenía documentos de juicio, ensayos y cartas y testimonios de varios sindicatos y organizaciones fraternales. Además, puede contener un busto de August Spies. Se están realizando investigaciones para determinar la ubicación de la cápsula del tiempo.
El grupo que descubrió el cilindro de la urna también encontró un cubo de concreto más pequeño que se cree que es una bóveda de cremación para las cenizas del mártir de Haymarket, Oscar Neebe, indultado por el gobernador. John Altgeld, quien murió en 1916.

## Galería

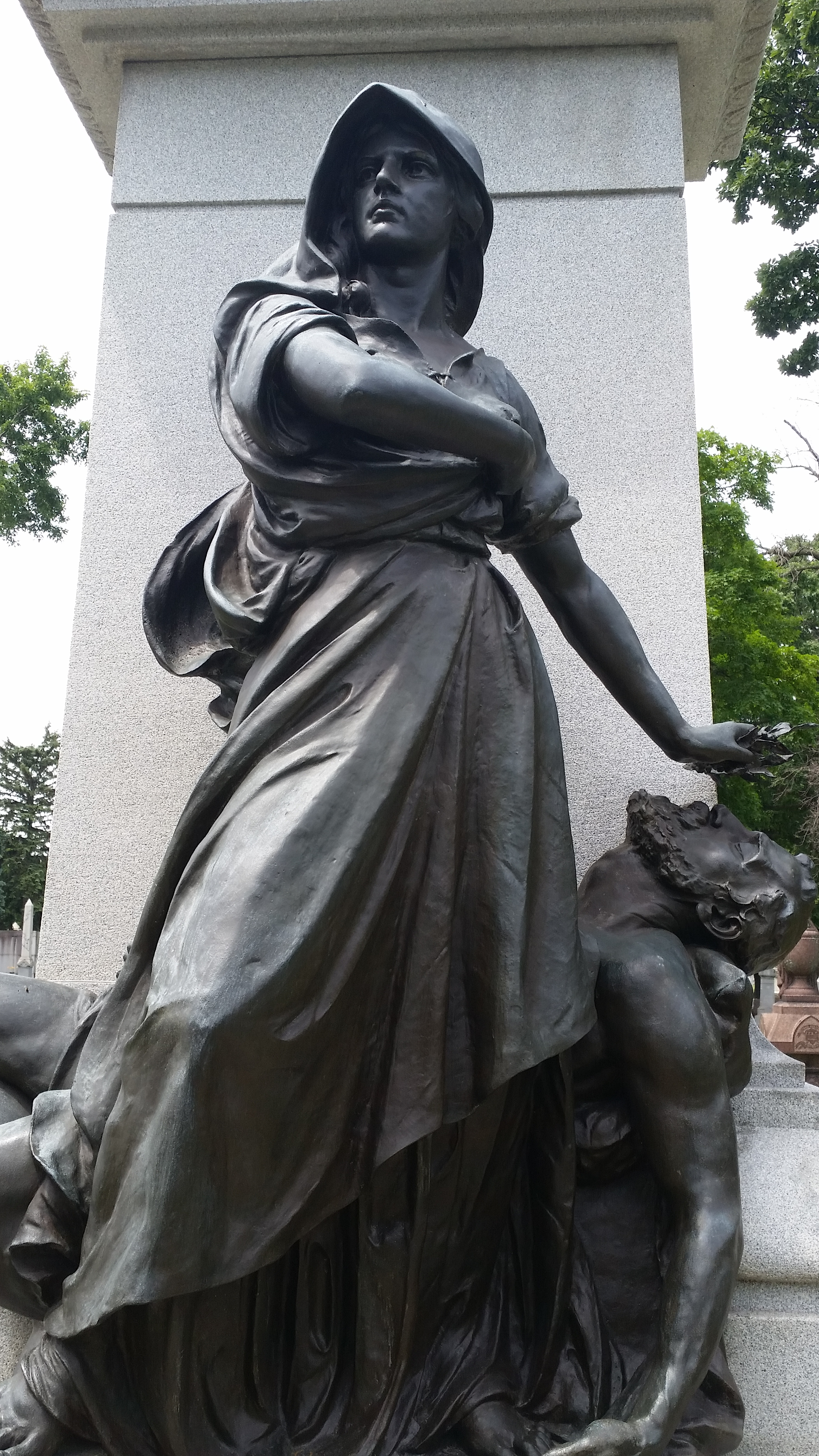
La Justicia
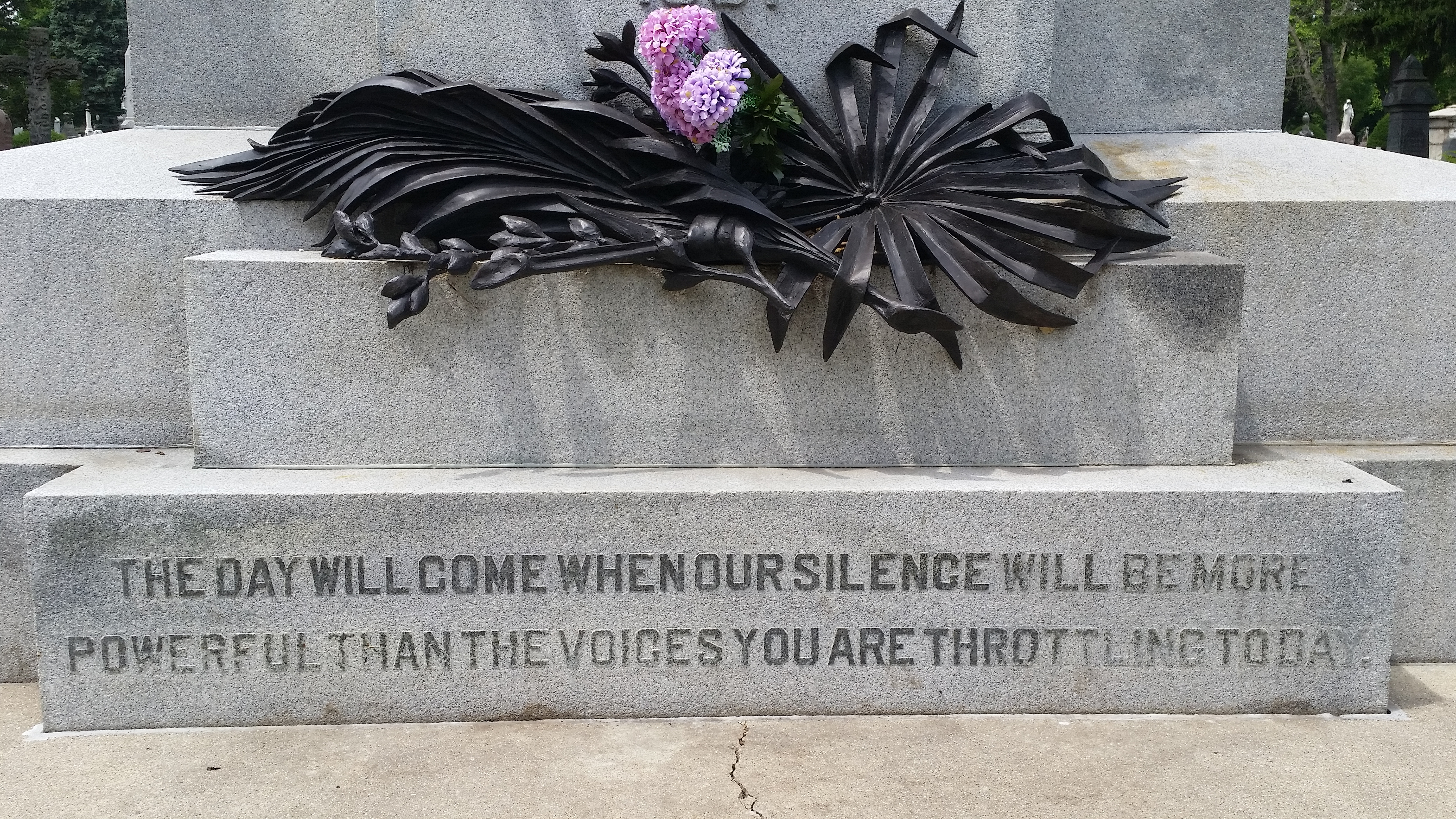
Inscripción en la base
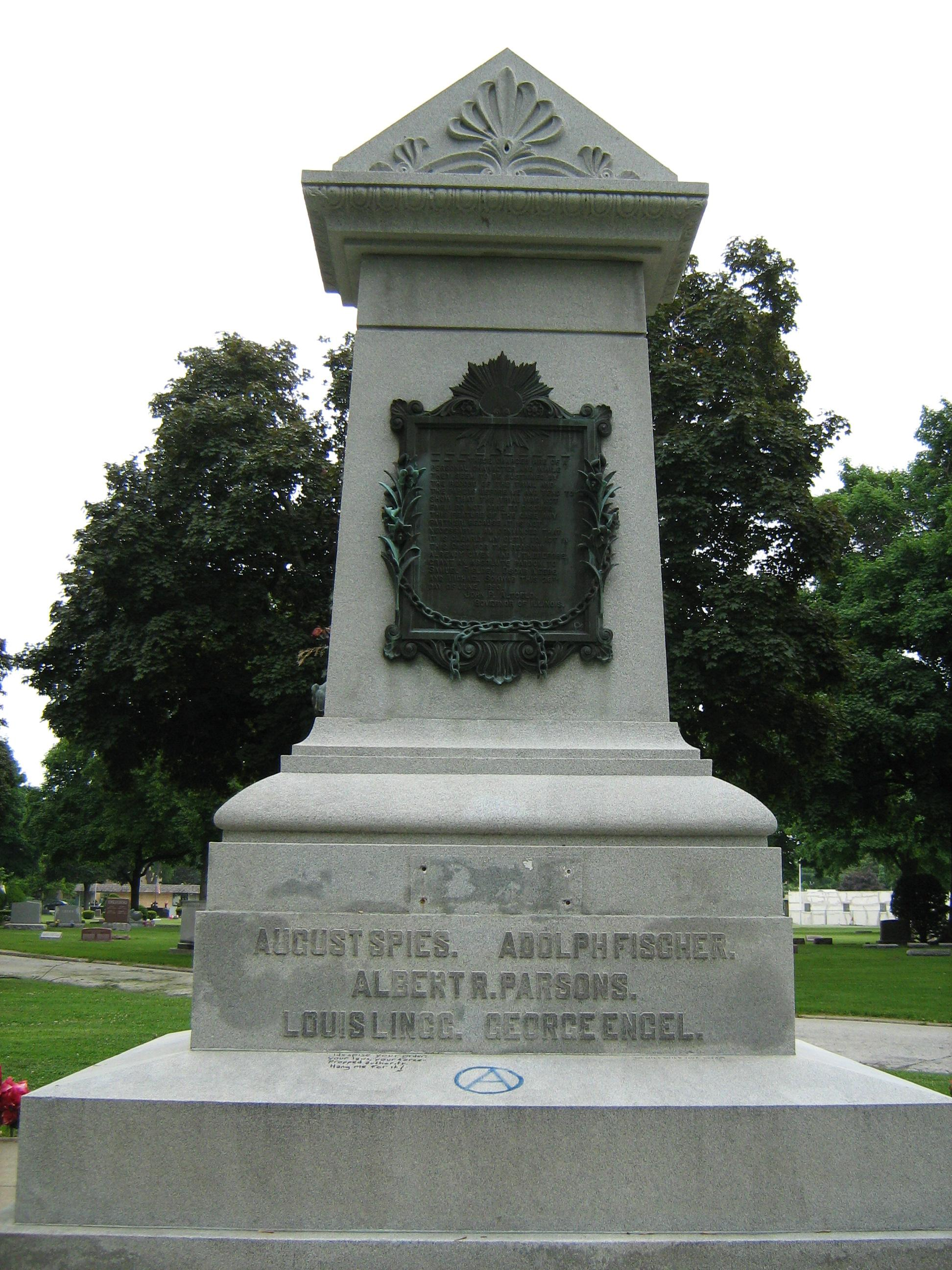
Parte trasera
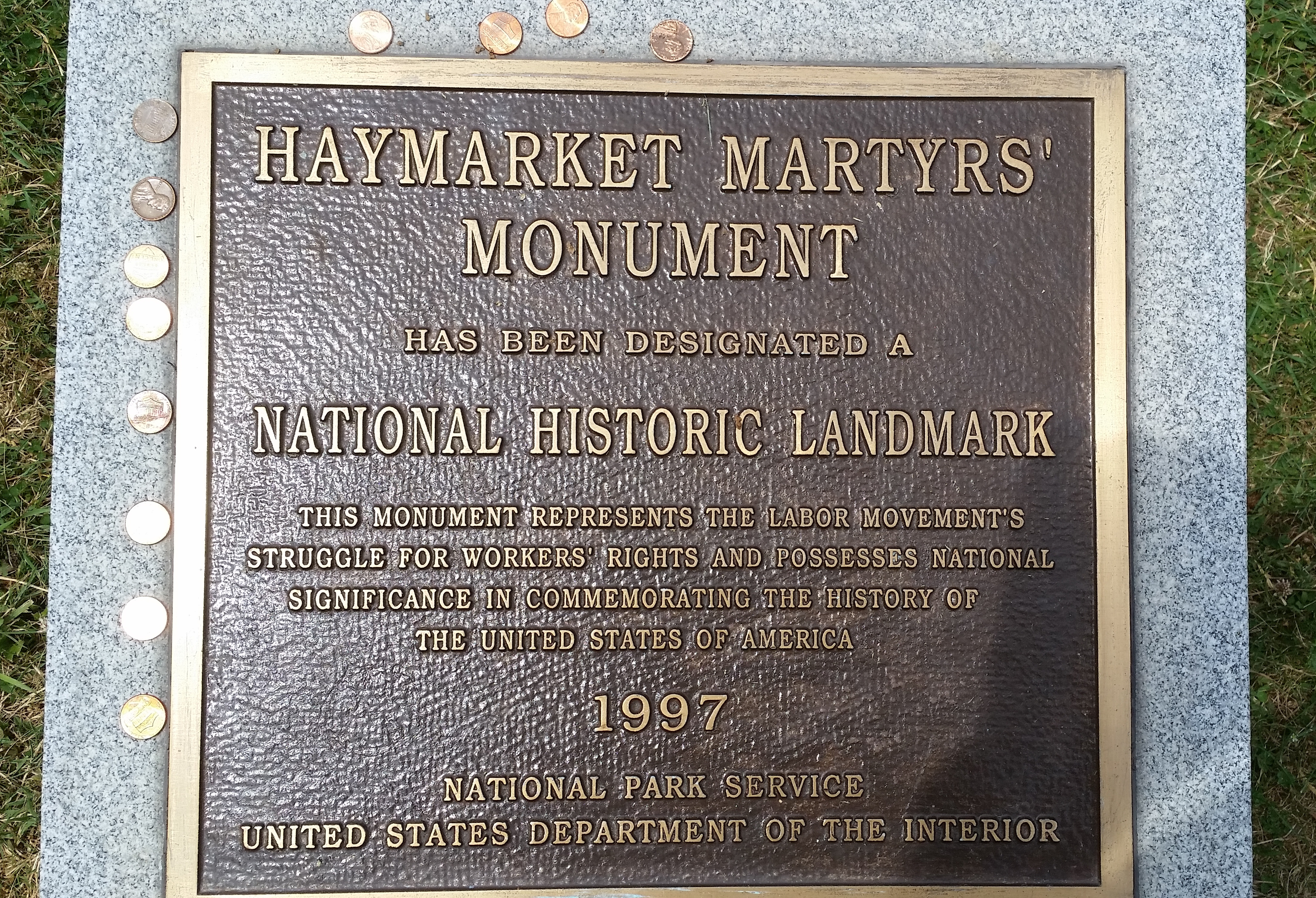
Placa del National Historic Landmark